# Søren Molbech
Søren Molbech (født 17. januar 1980) er en dansk mellem- og langdistanceløber. Han løb for Hammel GF men er nu i Aarhus 1900 og trænes af den tidligere nordiske rekordholder Niels Kim Hjorth.

## Mesterskaber og landsholdsdeltagelse
- Danmarksmester 2006 på 1500 meter.
- Landsholdsløber 2005, 2006 og 2007 på 1.500 m.

## Personlige rekorder
- 800 m: 1.53,4 (2005)
- 3000 m: 8.24,99
- 1.500 m: 3.47,39 (2006)
- 5.000 m: 14.38,58 (2007)
- 10 km: 30.38 (2007)
- Halvmarathon: 1.06,59

## Ekstern henvisning
- Profil på Dansk Atletik Forbunds hjemmeside Arkiveret 6. juni 2007 hos  Wayback Machine
- Statletik-profil (Webside ikke længere tilgængelig)
- Hjemmeside (Webside ikke længere tilgængelig)

| Atletikudøver | Spire Denne biografi om en dansk atletikudøver er en spire som bør udbygges. Du er velkommen til at hjælpe Wikipedia ved at udvide den. |